# NGC 842
NGC 842 é uma galáxia lenticular (S0) localizada na direcção da constelação de Cetus. Possui uma declinação de -07° 45' 45" e uma ascensão recta de 2 horas, 9 minutos e 50,7 segundos.
A galáxia NGC 842 foi descoberta em 8 de Janeiro de 1831 por John Herschel.